# Übersfeld
Übersfeld ist ein Gemeindeteil der Gemeinde Marxheim im Landkreis Donau-Ries (Regierungsbezirk Schwaben, Bayern).

## Geografie
Der Weiler liegt etwa acht Kilometer nördlich von Marxheim an den Ausläufern der Fränkischen Alb.

## Geschichte
Ab 1305 gehörte Übersfeld zur Hofmark Tagmersheim in der früheren Grafschaft von Lechsgemünd-Graisbach. Nordwestlich der Ortschaft, im Übersfelder Kappl befand sich die im 14. Jahrhundert errichtete und 1516 erneuerte Kirche St. Wolfgang. Der Kirchenbau wurde seit 1542 nicht mehr genutzt, nachdem der Landesherr, Herzog Ottheinrich, zum Protestantismus übergetreten war. 1762 bis 1791 bestand an der Ruine eine Klause. Der Klausner, ein gewisser Felix Zirchi aus Eichstätt, betätigte sich dort als Lehrer.
Übersfeld gehörte zur Gemeinde Burgmannshofen, die am 1. Juli 1972 im Zuge der Gebietsreform in Bayern nach Marxheim eingegliedert wurde.

## Baudenkmäler

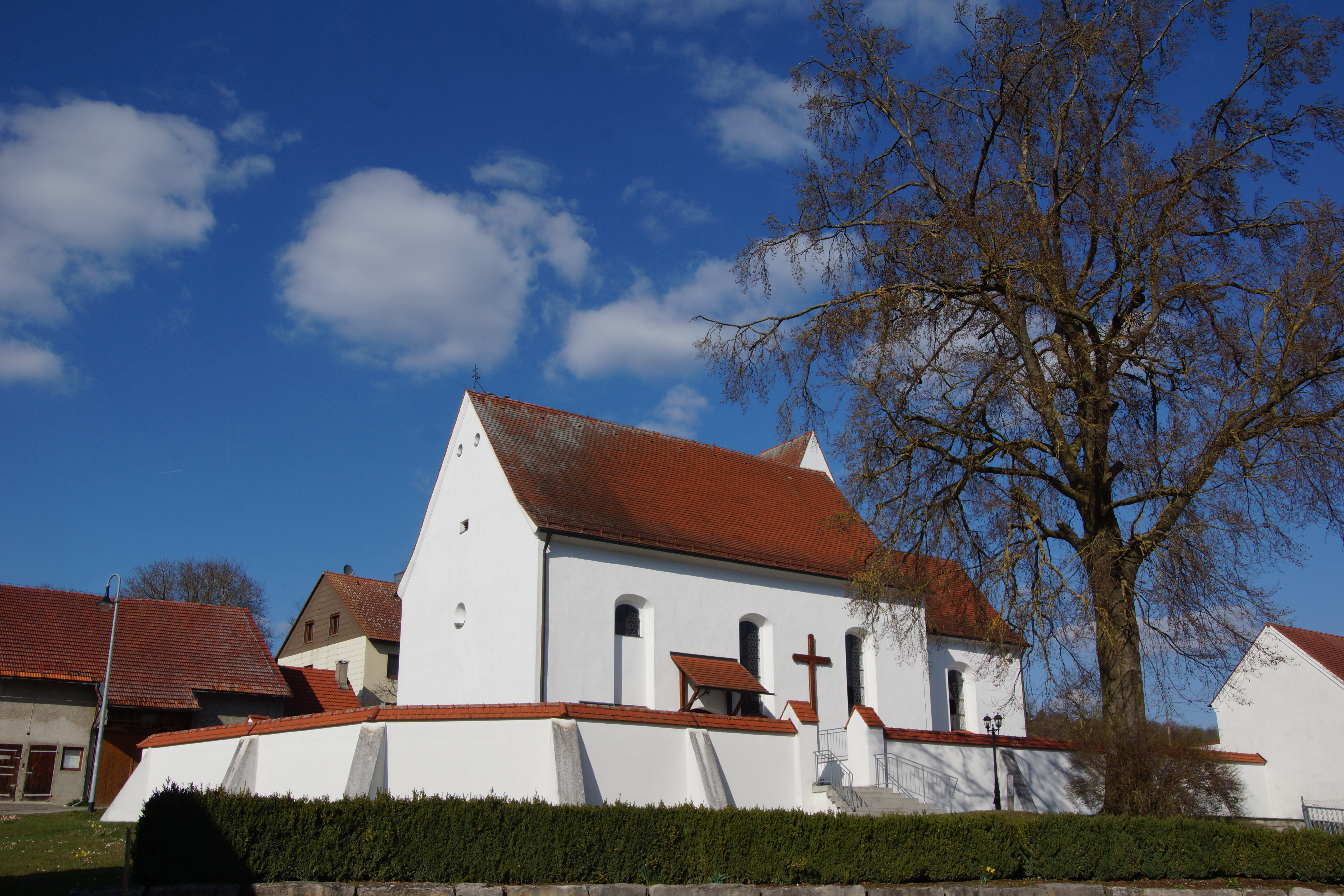
Pfarrkirche St. Gallus in Übersfeld

Wahrzeichen des bis heute landwirtschaftlich geprägten Dorfes ist die 1735/36 (Chronogramm über dem Chorbogen) von den Hofmarksherren neu gebaute katholische Pfarrkirche St. Gallus, die noch einen spätromanischen Turm besitzt. St. Gallus ist eine gut ausgestattete Rokoko-Dorfkirche mit einem originellen dreiteiligen Hochaltar-Aufbau (um 1730/40, zentral Schnitzfigur des Kirchenpatrons), sowie Seitenaltären zu Ehren des hl. Wolfgang (nördlich) beziehungsweise der Erzbruderschaft Maria vom Troste (südlich). Das Deckenbild im Kirchenschiff aus der Mitte des 18. Jahrhunderts zeigt Szenen aus dem Leben des hl. Gallus.

## Pfarrgemeinde
Übersfeld war schon 1306 eine katholische Pfarrei; von 1542 bis 1617 war sie als Teil des Herzogtums Pfalz-Neuburg protestantisch. Der Pfarrsprengel von Übersfeld umfasst die frühere Gemeinde Burgmannshofen sowie den Nachbarort Blossenau. Die Pfarrei wurde seit Jahrzehnten von auswärts vikariert und gehört nun zur Pfarreiengemeinschaft Marxheim/Daiting im Bistum Augsburg.
Das 1714 errichtete, seit Jahrzehnten ungenutzte und baufällige Pfarrhaus wurde im Jahr 2002 abgerissen, nachdem sich eine Sanierung als zu teuer erwiesen hatte.

## Einwohner
- 1871: 45[6]
- 1925: 55[7]
- 1987: 39[8]
- 2020: 32[9]
- 2023: 32[1]

## Wirtschaft
Übersfeld ist stark landwirtschaftlich geprägt; es gibt keine nennenswerte Siedlungstätigkeit. Der Ort ist im Besitz eines Skiliftes.